# NOAA-19

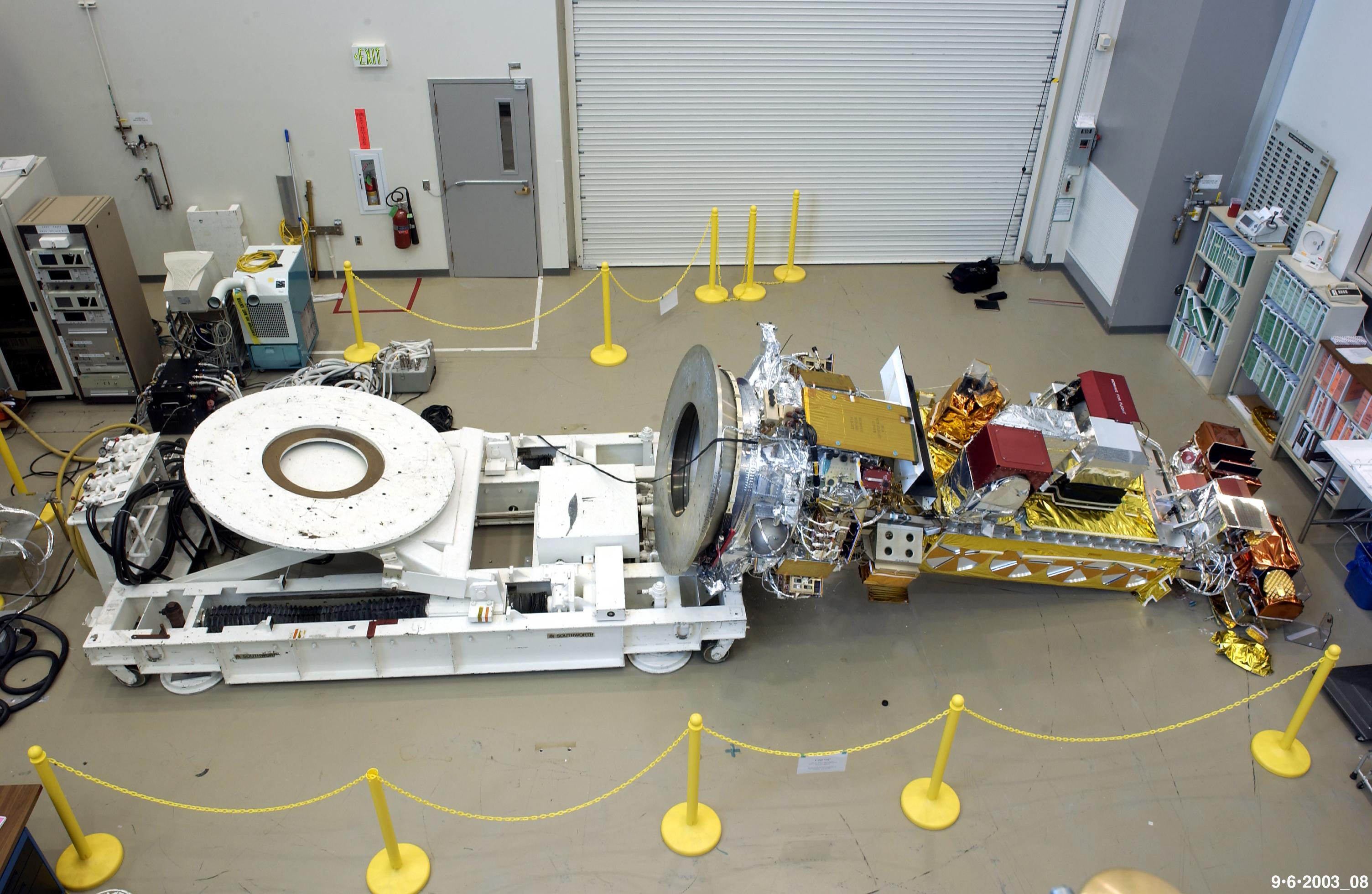
O NOAA-N Prime depois da queda durante a construção.

O NOAA-19, designado NOAA-N' (NOAA-N Prime) antes do lançamento, é o ultimo dos satélites meteorológicos do sistema POES da National Oceanic and Atmospheric Administration dos Estados Unidos (que estava planejado para ser substituído pela próxima geração da série NPOESS que acabou sendo cancelada).

## Lançamento
Em 4 de Novembro de 2008, a NASA anunciou que o satélite havia chegado à Vandenberg a bordo de um avião militar de transporte C-5 Galaxy. A instalação da cobertura da carga útil (coifa) ocorreu em 27 de Janeiro de 2009; o segundo estágio foi abastecido em 31 de Janeiro.
Varias tentativas foram feitas de executar o lançamento. A primeira tentativa foi interrompida devido a uma falha no sistema de pressurização de nitrogênio. A segunda, devido a uma falha no compressor de ar condicionado da coifa protetora do satélite.
O NOAA-19 foi lançado com sucesso em 6 de Fevereiro de 2009, a bordo de um foguete Delta II na configuração 7320 a partir da Base da Força Aérea de Vandenberg.

## Instrumentos
O NOAA-N Prime carrega um conjunto de instrumentos que fornecem dados para previsão de clima e tempo. Assim como seus antecessores, o NOAA-N Prime imagens globais das nuvens, características da superfície,  perfil da temperatura e humidade da atmosfera para uso em modelos de previsão numérica do tempo e do comportamento dos oceanos, assim como distribuição de ozônio na parte superior da atmosfera, além de importantes informações sobre o ambiente espacial próximo à Terra, importantes para a marinha, aviação, geração de energia agricultura e outras áreas.
Os instrumentos básicos no NOAA-N Prime incluem: o Advanced Very High Resolution Radiometer (AVHRR/3), o "High Resolution Infrared Radiation Sounder" (HIRS/4), e o Advanced Microwave Sounding Unit (AMSU-A), todos projetados para uma missão de três anos. O "Solar Backscatter Ultraviolet Spectral Radiometer" (SBUV/2) foi projetado para uma missão de dois anos, e o "Microwave Humidity Sounder" (MHS) projetado para uma missão de cinco anos.

## Danos durante a fabricação
Em 6 de Setembro de 2003 o satélite foi severamente danificado quando estava sendo trabalhado na fábrica da Lockheed Martin Space Systems, em Sunnyvale, Califórnia. O satélite caiu no chão quando a equipe o estava posicionando na horizontal. A NASA investigou o incidente e concluiu que ele foi causado por falta de disciplina na aplicação de procedimentos naquela fábrica.
Quando o carrinho de transporte e posicionamento usado no procedimento estava armazenado, um técnico removeu 24 parafusos que seguravam o prato adaptador sem ter documentado essa ação. Na sequencia de eventos, a equipe que usou o carrinho para deitar o satélite não verificou os parafusos antes de prosseguir com a ação.
Os reparos no satélite custaram US$ 135 milhões. A Lockheed Martin concordou em devolver todo o lucro do projeto para contribuir com os custos dos reparos; mais tarde a Lockheed foi multada em US$ 30 milhões devido ao incidente. O restante do custo dos reparos foi pago pelo governo dos Estados Unidos.